# Ernesto Consolo
Ernesto Consolo (Londra, 15 settembre 1864 – Firenze, 21 marzo 1931) è stato un pianista e compositore italiano.

## Biografia

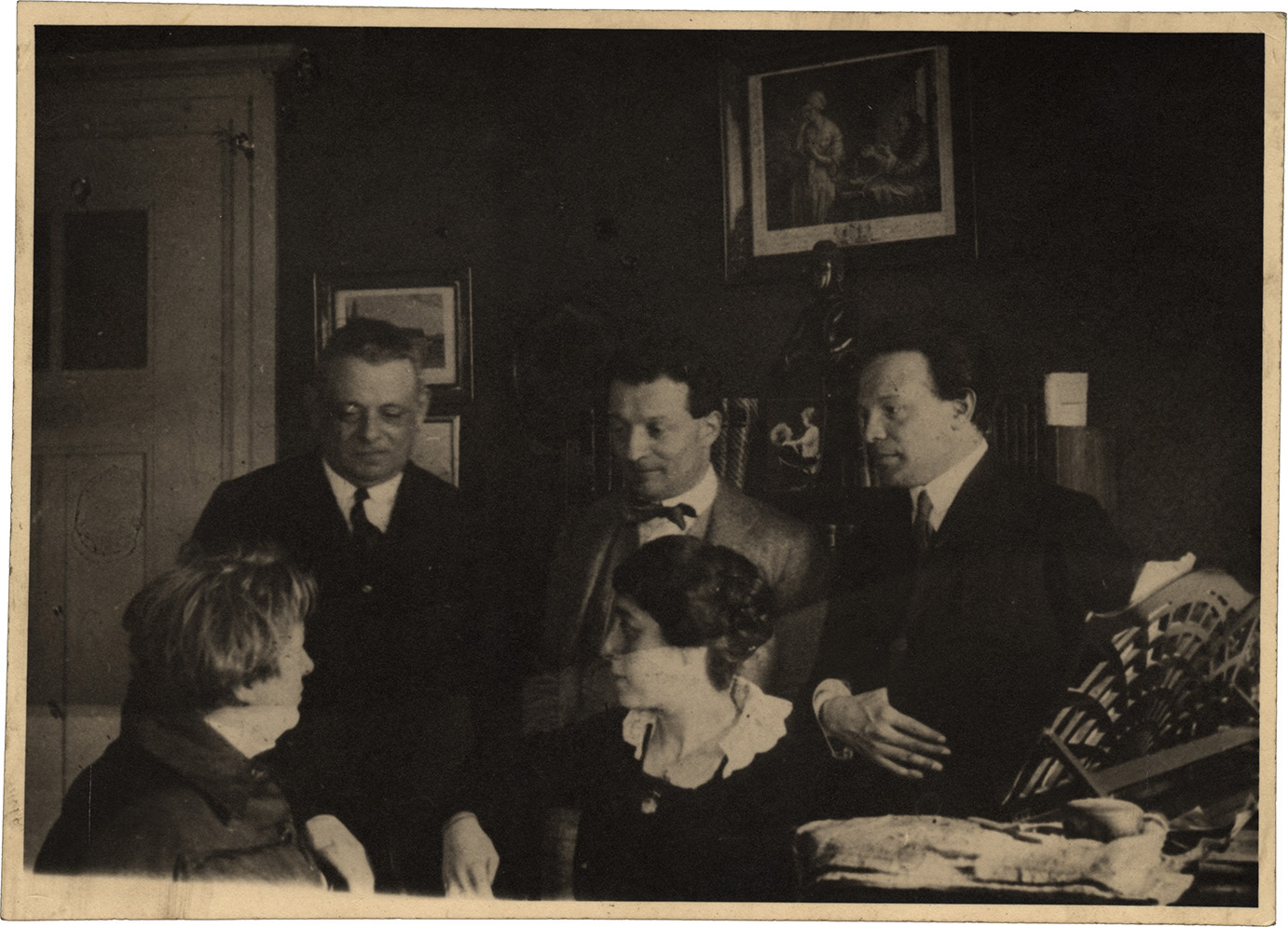
Ottorino Respighi, Ferruccio Busoni, Arrigo Serato, Ernesto Consolo, Chiarina Fino-Savio a Zurigo nel 1917

Consolo cominciò a studiare pianoforte a Roma con Giovanni Sgambati, allievo di Liszt ed ha continuato i suoi studi presso Carl Reinecke a Lipsia. Dopo il successo come pianista a Milano nel 1890 ha intrapreso nel 1896 un giro di concerti attraverso Germania, Svezia, Norvegia e Danimarca ed è stato nel 1905 a Parigi con il Quatuor de Paris con i quali, tra l'altro, ha eseguito i quintetti per pianoforte di Dvořák e Brahms.
Dal 1906-1909 Consolo ha insegnato in una classe avanzata di pianoforte presso il Chicago Musical College, dopo di che ha ripreso ancora una volta i suoi concerti, esibendosi fra l'altro, con il violinista Arrigo Serato e il violoncellista Enrico Mainardi.
Tra il 1910 e il 1913 ha insegnato sporadicamente presso l'Istituto d'Arte Musicale di New York ed ha suonato nei successivi concerti come solista, interpretando musica da camera e concerti per pianoforte, fra l'altro sotto la direzione di Arturo Toscanini e Gustav Mahler.
A Ginevra Consolo guidò per qualche tempo l'Ecole de virtuosité, e successivamente gli fu assegnata la cattedra come docente di pianoforte presso il Conservatorio di Firenze.
È inoltre, stato membro della Commissione d'esame presso il Conservatorio di Parigi. Tra i suoi allievi c'erano fra l'altro Paolo Rio Nardi e Luigi Dallapiccola, che nel 1932 gli dedicatò la sua Partita per orchestra e soprano.
Consolo era dotato di notevoli doti interpretative e riscosse ovunque grande successo "sia per la superba e perlata sua tecnica, sia per la purezza stilistica delle sue maestrevoli esecuzioni". In suo onore fu istituito il "Premio E. Consolo" per giovani pianisti. Esso consisteva in un concorso dapprima con scadenza biennale poi divenuta quinquennale. Primo vincitore, nel 1933 fu Gino Gorini. Nel 1938, tra i giovani talenti emergenti degni di considerazione si segnalò Arturo Benedetti Michelangeli.
Come compositore Consolo si mise in luce con i suoi lavori per pianoforte. Inoltre, ha curato una edizione completa delle opere per pianoforte di Beethoven, che è stato pubblicata da Ricordi.